# Rudolphia
Rudolphia là một chi thực vật có hoa trong họ Malpighiaceae.

## Loài
Chi Rudolphia gồm các loài: